# Chloronia mirifica
Chloronia mirifica är en insektsart som beskrevs av Navás 1925. Chloronia mirifica ingår i släktet Chloronia och familjen Corydalidae. Inga underarter finns listade i Catalogue of Life.